# Cytherella grossmani
Cytherella grossmani is een mosselkreeftjessoort uit de familie van de Cytherellidae. De wetenschappelijke naam van de soort is voor het eerst geldig gepubliceerd in 1963 door Benson & Coleman.